# Baco enfermo
Baco enfermo es uno de los primeros cuadros de Caravaggio, pintado probablemente para su maestro Giuseppe Cesari. Se conserva en la Galería Borghese de Roma.

## Análisis
Caravaggio era joven cuando realizó esta obra, que representa al dios Baco. Aquí aparece representado como un joven musculoso y atractivo, pero de piel amarillenta y de labios descoloridos.
Podría tratarse de un autorretrato de Caravaggio en el hospital, donde estuvo internado a causa de las heridas recibidas por la coz de un caballo. Sin embargo, algunos críticos consideran que el pintor fue internado por causa de la malaria. Aquí se disfraza del personaje que va a retratar, como después lo haría Rembrandt. El modelo está sentado con el rostro vuelto al espectador.
La obra fue confiscada en 1607, y el papa Paulo V la donó a su sobrino Scipione Borghese.
Esta representación de Baco está alejada de las pinturas tradicionales. Se trata de una pintura realista que preludia el arte del siglo XIX. Destaca la maestría con la que está tratada la naturaleza muerta.